# Bitch (Band)
Bitch ist eine US-amerikanische Metalband aus Los Angeles. Zu Beginn nahm sie die Anfänge des Speed Metals vorweg und bediente sich eines S/M-Images, das als Vorläufer von ähnlichen Bands wie Plasmatics und The Great Kat gesehen werden kann und Türen für Bands wie L7 und Babes in Toyland öffnete.

## Bandgeschichte
Betsy Weiss zog in ihrer Jugend von New Jersey nach Los Angeles. Nach einem kurzen Intermezzo bei einer Ska-Band gründete sie zusammen mit David Carruth (Gitarre), Mark Anthony Webb (Bass) und Robby Settles (Schlagzeug) die Gruppe Bitch. Sie selbst nannte sich fortan „Betsy Bitch“. Um in der Los Angeler Clubszene Aufmerksamkeit zu erregen, gab sich die Gruppe ein S/M-Image, das optisch mit Leder, Nietenarmbändern und Peitschen arbeitete.
Nachdem Brian Slagel von Metal Blade Records ein Livekonzert von Bitch besuchte und das Demo Live for the Whip hörte, entschloss er sich die Gruppe unter Vertrag zu nehmen. 1982 war Bitch daher auf dem ersten Metal Massacre-Sampler vertreten auf dem auch Metallica debütierten. Kurz darauf erschien die EP Damnation Alley, die mit Motörhead, Alice Cooper und vom Gesangsstil her mit Pat Benatar nur inadäquat beschrieben wurde.  Zu neu war der harte Speed-Metal-Stil der Anfangsjahre. Es war die zweite Veröffentlichung des Metal-Blade-Labels nach dem Sampler. 1983 erschien das Debütalbum Be My Slave. Beide Alben waren vom Coverartwork und den Texten stark an das S/M-Image angelehnt.
Ihr Management versuchte die Gruppe in eine, kommerziell gesehen, ansprechendere Band zu verwandeln und es verging einige Zeit, bis sich die Musiker aus dem Vertrag lösen konnten. 1987 erschien das zweite Album unter dem Titel The Bitch Is Back, welches die Gruppe von einer anderen Seite zeigte. Wesentlich melodiöser und mit einem fast gänzlichen Verzicht auf ihr altes Image. Vielmehr spielte die Gruppe nun eingängigen Power Metal mit Texten, die gängigen Metalklischees entsprachen. Das Titelstück war zudem eine Elton John-Coverversion. Trotz der langen Pause war das Line-up konstant, lediglich Mark Anthony Webb hatte die Gruppe zugunsten von Ron Cordy verlassen. Im gleichen Jahr sang Weiss außerdem ein Duett mit Lizzy Borden auf dem Album Terror Rising.
Anschließend benannte sich Bitch in „Betsy“ um und spielte kommerziellen Glam Metal, das gleichnamige Album aus dem Jahr 1988 blieb jedoch erfolglos. Schließlich benannte sich die Gruppe erneut in Bitch um und veröffentlichte die 1989er Kompilation A Rose by Any Other Name mit unveröffentlichten Liedern. Im Jahr 1990 löste sich die Band auf.
Im Jahr 2003 spielte die Gruppe auf dem Bang Your Head in Balingen.

## Kontroverse
In den Blickpunkt der Öffentlichkeit geriet die Gruppe im Rahmen der PMRC-Kampagne von Tipper Gore, welche die ersten beiden Alben regelmäßig im US-amerikanischen Fernsehen zeigte. Im Gegensatz zu anderen Künstlern wie beispielsweise 2 Live Crew und Ice-T machte die Kampagne der PMRC die damals recht unbekannte Gruppe landesweit bekannt.

## Diskografie
- 1982: Live for the Whip (Demo)
- 1982: Damnation Alley (EP)
- 1983: Be My Slave (Album)
- 1987: The Bitch Is Back (Album)
- 1988: Betsy (als Betsy)